# Xá Jeã
Xaabudim Maomé Xá Jeã (Shahabuddin Mohammed Shah Jahan), mais conhecido só como Xá Jeã (em panjabi: شاه ‌جهان; 5 de janeiro de 1592 – 22 de janeiro de 1666), também conhecido como Shah Jahan I (pronúncia persa: [ʃɑːh d͡ʒa.ˈhɑːn]; "Rei do Mundo"), foi o quinto imperador mogol, reinando de 1628 até 1658. Durante seu reinado, os mogóis atingiram o auge de suas realizações arquitetônicas e culturais.

## Vida
O terceiro filho de Jahangir (r. 1605–1627), Shah Jahan participou das campanhas militares contra os Sisodia Rajputs de Mewar e os nobres rebeldes Lodi do Decão. Após a morte de Jahangir em outubro de 1627, Shah Jahan derrotou seu irmão mais novo Shahryar Mirza e se coroou imperador no Forte de Agra. Além de Shahryar, Shah Jahan executou a maioria de seus pretendentes rivais ao trono. Ele encomendou muitos monumentos, incluindo o Forte Vermelho, a Mesquita Shah Jahan e o Taj Mahal, onde sua consorte favorita, Mumtaz Mahal, está sepultada. Nas relações exteriores, Shah Jahan presidiu as campanhas agressivas contra os sultanatos decanos, os conflitos com os portugueses e as guerras com os safávidas. Ele também suprimiu várias rebeliões locais e lidou com a devastadora fome do Decão de 1630-32.

Em setembro de 1657, Shah Jahan estava doente e nomeou seu filho mais velho, Dara Shikoh, como seu sucessor. Esta nomeação levou a uma crise de sucessão entre seus três filhos, da qual o terceiro filho de Shah Jahan, Aurangzeb (r. 1658-1707) saiu vitorioso e se tornou o sexto imperador, executando todos os seus irmãos sobreviventes, incluindo o príncipe herdeiro Dara Shikoh. Depois que Shah Jahan se recuperou de sua doença em julho de 1658, Aurangzeb aprisionou seu pai no Forte de Agra de julho de 1658 até sua morte em janeiro de 1666. Ele foi sepultado ao lado de sua esposa no Taj Mahal. Seu reinado é conhecido por acabar com as políticas liberais iniciadas por seu avô Akbar. Durante o tempo de Shah Jahan, movimentos revivalistas islâmicos como o Naqshbandi começaram a moldar as políticas mogóis.